# Igueldo

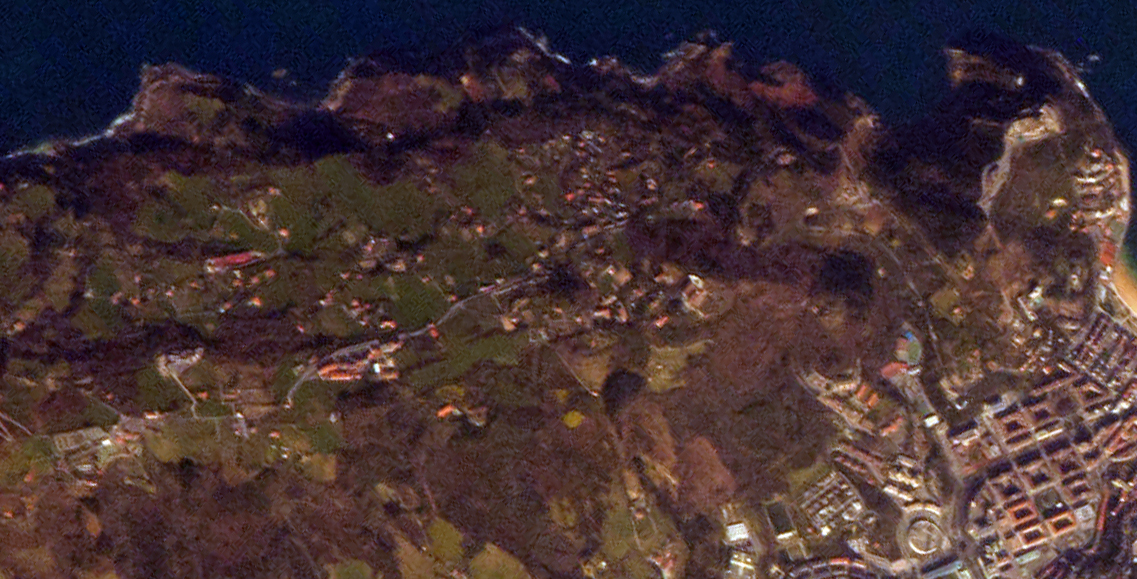
Igueldo desde el aire

Igueldo (en euskera y oficialmente Igeldo) es un barrio de San Sebastián en la provincia de Guipúzcoa (País Vasco, España) ubicado en el macizo montañoso homónimo en el oeste de la Comarca de San Sebastián.
Igueldo está constituido por un pequeño casco urbano de carácter rural y una amplia zona de población dispersa repartida en caseríos y chalets. La población de Igueldo suma algo más de un millar de habitantes. Hasta diciembre de 2013 Igueldo era un distrito rural perteneciente a San Sebastián, ciudad de la que tras años de movimiento vecinal en pro de la secesión logró su segregación para pasar a convertirse desde entonces en el municipio número 89 de la provincia de Guipúzcoa. El 12 de febrero de 2014, el Tribunal Superior de Justicia del País Vasco anuló de forma cautelar el decreto de desanexión, con lo que, a falta de una solución definitiva, Igueldo volvió a convertirse en un barrio de San Sebastián. En enero de 2016 la desanexión fue finalmente anulada por este mismo tribunal.

## Geografía
El barrio de Igueldo se ubica al oeste de la ciudad de San Sebastián, ocupando un área rural costera sobre el sector occidental del macizo montañoso del monte Igueldo hasta el límite con el término municipal de Orio al oeste, y con el de Usúrbil al sur.
Su territorio no incluye por ello el sector oriental del monte Igueldo ni tampoco su cima más conocida sobre la bahía de La Concha, en la que se asienta el barrio homónimo de Igueldo.
El núcleo del pequeño casco urbano de Igueldo posee las siguientes coordenadas geográficas:
- Altitud: 413 m s. n. m.
- Latitud: 43°18′0″ N
- Longitud: 2°1′59″ O

## Historia
De acuerdo al contenido de la carta puebla concedida en 1180 por el rey Sancho VI el Sabio de Navarra al lugar de San Sebastián, Igueldo ya existía para entonces y al momento de fundación de la capital donostiarra fue incluida en su jurisdicción. Así, en la carta puebla Igueldo quedaba inserto como tal dentro del término municipal de la nueva villa fundada por el rey. Reafirmando tal hecho, se tiene constancia de que Enrique II de Castilla mandó en 1379 que los habitantes de la población de Igueldo fuesen vecinos de San Sebastián. 
A pesar de esta dependencia histórica, Igueldo poseyó en algunos periodos concejo propio, parroquia independiente, término amojonado, la propiedad y goce privativo de sus montes, y la administración económica de sus rentas. Ya en el siglo XIX, y con arreglo a la ley municipal de 1845, Igueldo se constituyó en municipio con alcalde y ayuntamiento independiente; pero éste duró solo seis años, reintegrándose a San Sebastián en 1851. El desarrollo netamente urbano de San Sebastián creará un creciente contraste con la característica rural de Igueldo, aunque ésta se desdibuja también a partir de finales del siglo XX al desaparecer progresivamente el caserío como explotación económica, quedando su edificio con una función principalmente residencial, circunstancia que se verá aumentada con la construcción de numerosos chalets y el aumento del número de viviendas en el pequeño núclero urbano. 

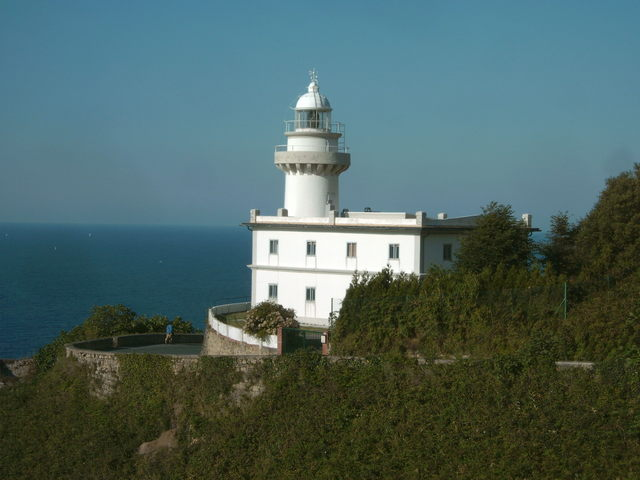
Faro del Monte Igueldo.

### Intento de segregación de Igueldo
Desde aproximadamente 1991, la diferencia socioeconómica y geográfica entre el distrito de Igueldo y el resto de la ciudad de San Sebastián propició que una parte de los vecinos de Igueldo comenzaran a organizarse para reclamar la constitución de su distrito en un municipio independiente de San Sebastián. Así, en 1994 se creó Itxas Aurre (Frente al mar), un colectivo vecinal favorable a la segregación de Igueldo. Al frente de dicho colectivo figuraba como portavoz el médico Juan Carlos Izagirre, quien en 2011 sería elegido alcalde de San Sebastián en la lista presentada por la coalición independentista Bildu.
Este colectivo realizó una serie de estudios destinados a acreditar la viabilidad de la conversión de Igueldo en municipio independiente y, tras los resultados de los mismos se decidió a organizar de manera no oficial un referéndum sobre la segregación de Igueldo. De esta manera, en 1994 tuvo lugar una primera consulta en la que  (59%) de los participantes optaron por la opción de la segregación. Un año más tarde se celebró una segunda consulta fue llevada a cabo obteniéndose un resultado superior en favor de la segregación, manifestándose en ese sentido el 62,5% de los votantes.
A pesar de que Igueldo cumplía los requisitos exigidos para convertirse en municipio (viabilidad socioeconómica, casco urbano diferenciado y separado, etc.) establecidos en la normativa de aplicación en aquel momento —normativa que, ante la inexistencia de ordenamiento propio foral guipuzcoano sobre el tema, era el Real Decreto 1690/1986 por el que se aprueba el Reglamento de Población y Demarcación de Entidades Locales—, la falta de apoyo político entre los grandes partidos hizo caer en saco roto las demandas de la plataforma vecinal. Así, y dentro de los partidos con representación política en el consistorio donostiarra, PNV, PSE, PP y EA se oponían a la secesión de Igueldo, en tanto que Ezker Batua-Berdeak y Herri Batasuna la apoyaban.
En febrero de 1995 Itxas Aurre inició los trámites del procedimiento de constitución de nuevo municipio ante el Ayuntamiento de San Sebastián de acuerdo al Real Decreto 1690/1986. Entre tanto, en abril de 1995 los partidos opuestos a la segregación tanto de Igueldo de San Sebastián como del barrio de Itziar del municipio de Deva, aprobaron en las Juntas Generales de Guipúzcoa una nueva norma que establecía un mínimo de 2500 habitantes para permitir la creación de un nuevo municipio. Con dicha aprobación, y en virtud de las competencias forales que en materia de régimen local dispone Guipúzcoa, el Real Decreto 1690/1986 (menos riguroso en los condicionantes exigidos para validar la creación de un nuevo municipio) ya no podía ser aplicado de manera supletoria. Tras la aprobación de la nueva norma foral y en una controvertida decisión, el Ayuntamiento de San Sebastián decidió aplicar entonces la nueva norma foral y desconocer que el procedimiento se hubiera iniciado bajo la vigencia del Real Decreto. De esta manera, y toda vez que Igueldo no contaba con el mínimo de población exigido en la nueva norma foral, el consistorio donostiarra desestimó la solicitud y el procedimiento no pasó por tanto a la Diputación Foral de Guipúzcoa.
Así las cosas, se inició una larga batalla legal, alegando Itxas Aurre entre otros extremos la ilegitimidad de la denegación del procedimiento por parte del Ayuntamiento de San Sebastián al argumentar que había aplicado la norma foral con efectos retroactivos. En 1998 el Tribunal Superior de Justicia del País Vasco acogió favorablemente el recurso de Itxas Aurre y, pese a que el Ayuntamiento de San Sebastián recurrió esta sentencia, en 2003 el Tribunal Supremo confirmó la sentencia del TSJPV fallando a favor de Itxas Aurre; dándose además la circunstancia de que la norma foral aprobada en 1995 había sido invalidada posteriormente por los tribunales, volviendo a aplicarse por tanto de manera supletoria el Real Decreto. 
Ante el cariz que iban tomando los acontecimientos, como solución intermedia y de compromiso, en los primeros años 2000 el ayuntamiento donostiarra, a instancias del PNV, manifestó su disposición a aprobar la creación de una entidad local menor en Igueldo, con alcalde pedáneo y capacidad de gestión urbanística. Sin embargo, al mismo tiempo y ante la anulación de la norma foral de 1995, el PNV promovió la aprobación de una nueva norma foral 2/2003 para sustituir a la anulada por los tribunales y en la que se volvía a establecer el requisito de que todo nuevo municipio que se pretendiese crear debería contar con 2500 habitantes.
Tras los fallos judiciales a su favor, la plataforma vecinal, retomó entonces el procedimiento iniciado en 1995, pero en marzo de 2010 la Diputación Foral de Guipúzcoa desestimó finalmente el expediente de secesión mediante un decreto foral que cerró de esta manera las aspiraciones de la plataforma en materia del procedimiento administrativo, puesto que, una finalizado el expediente iniciado en 1995 por el decreto foral de 2010, las nuevas iniciativas o procedimientos que se pretendieran hacer deberían regirse ya de acuerdo a la norma foral de 2003 (que incluía el requisito de los 2500 habitantes) y que una vez aprobada para sustituir a la de 1995 convertía en inaplicable en Guipúzcoa el Real Decreto 1690/1986. De esta manera, la asociación vecinal decidió reorientar sus actividades a la obtención de apoyos políticos bien para modificar la norma foral de 2003, bien para encontrar otra solución a su demanda de segregación. Tras las elecciones forales de 2011 la plataforma aprovechó el nuevo escenario que suponía la llegada al poder de Bildu (coalición política que apoyaba sus demandas) a la Diputación Foral de Guipúzcoa, aunque sin mayoría en las Juntas Generales como para poder cambiar la norma foral de 2003. Bildu se aprestó a reclamar la revisión del expediente finalizado en 2010, organizando además una nueva consulta popular el 10 de noviembre de 2013 en la que la mayoría de la población votó a favor de la segregación (61,38% a favor frente al 36,73% en contra).
Al calor de los resultados de esa tercera consulta, el 17 de diciembre de 2013 la nueva Diputación Foral de Guipúzcoa decidió derogar el decreto de 2010 (que había cerrado el expediente iniciado en 1995 bajo la vigencia del Real Decreto) y aprobar la segregación de Igueldo de San Sebastián para constituir el municipio número 89 de Guipúzcoa, siendo efectiva la misma a partir del día siguiente con la puesta en marcha de una comisión gestora que regiría el nuevo ayuntamiento hasta la celebración de elecciones. De este modo, la Junta Electoral Central estableció que al nuevo ayuntamiento de Igueldo le correspondían nueve concejales en virtud del censo, por lo que la comisión gestora debería contar con siete representantes de Bildu, uno del Partido Nacionalista Vasco y uno del Partido Popular.
La decisión de la diputación guipuzcoana recibiría en los días siguientes las críticas de la oposición política tanto en el Ayuntamiento de San Sebastián como en las Juntas Generales de Guipúzcoa, acusando al ejecutivo foralde haber reabierto ilegítimamente el expediente cerrado en 2010 para ponerse bajo el paraguas de la normativa estatal (Real Decreto de 1986) con el que había sido tramitado, en lugar de haber tramitado un nuevo expediente bajo la legalidad actual de la norma foral 2/2003 (procedimiento que habría concluido en su rechazo por incumplir el requisito de los 2500 habitantes). De esta manera, la oposición política conseguiría aprobar en el pleno del consistorio donostiarra recurrir el decreto foral sobre la desanexión dando comienzo un nuevo litigio judicial relativo a la segregación de Igueldo. El 12 de febrero de 2014 el TSJPV suspendió cautelarmente el decreto foral de segregación, por lo que Igueldo volvía a ser un barrio de San Sebastián. Finalmente, el 27 de enero de 2016, el TSJPV estimó el recurso, anulando de ese modo la segregación de Igueldo.

## Zonas del barrio
El Plan General de Ordenación Urbana de 2010 considera tres pequeños ámbitos urbanísticos (AU) dentro del barrio, que están considerados como suelo urbano:
- Amezti: es un barrio residencial de baja densidad con viviendas aisladas, que está localizado en la ladera noroeste del monte Igueldo, frente al mar. Se accede al barrio desde la carretera de Igueldo (paseo Cristóbal Balenciaga) descendiendo por una calle que acaba en fondo de saco. Esta calle se llama calle Amezti y da su nombre a la zona. Su nombre proviene de unos caseríos que había en la zona y se llamaban así.
- Pueblo de Igueldo: se corresponde con el casco urbano de Igueldo, en torno a su plaza, frontón e iglesia. La zona incluye también el desarrollo urbano inmediato y la variante, así como las casas de la Obra Sindical, el viario que les da acceso, y el cementerio.
- Akelarre: es una zona de usos terciarios donde se ubica el famoso restaurante, un hotel de reciente construcción y la zona de aparcamiento adyacente.

El resto del barrio está considerado como zona rural.

## Demografía
| Gráfica de evolución demográfica de Igueldo entre 1842 y 1860 |
| |
| Población de derecho según los censos de población del INE Población de hecho según los censos de población del INEEntre el censo de 1877 y el anterior, este municipio desaparece porque se integra en el municipio San Sebastián |

## Elementos singulares
- Observatorio meteorológico de Igueldo: creado en 1902 por el sacerdote Juan Miguel Orcolaga, precursor de la ciencia meteorológica en el País Vasco, es considerado el primer observatorio específicamente meteorológico de toda España.
- Restaurante Akelarre: dirigido por el chef Pedro Subijana, es uno de los restaurantes más afamados del País Vasco; cuenta con tres Estrellas Michelin.[6]

## Igueldotarras ilustres
- Cristóbal Balenciaga (1894-1972): el famoso modisto de Guetaria, de fama internacional, tenía casa en Igueldo y vivió durante varios años en este barrio.
- Eduardo Chillida (1924-2002): escultor donostiarra de fama mundial, tenía su residencia en Igueldo, donde falleció en 2002.
- José Ramón Recalde (1932-2016): jurista, ensayista y político socialista. Exconsejero del Gobierno Vasco. Tiene su casa en Igueldo, donde sufrió un atentado de ETA en 2000, que le dejó gravemente herido.
- Mikel Azurmendi (1942-2021): antropólogo, escritor, traductor y profesor universitario. Militante de ETA en su juventud, fue variando sus posturas ideológicas hasta convertirse en miembro fundador de ¡Basta Ya! y primer portavoz del Foro de Ermua, organizaciones críticas con el nacionalismo vasco y ETA. Estuvo amenazado por esta organización terrorista y fue víctima de varios atentados fallidos.
- Julian Schnabel (1951): pintor y director de cine neoyorquino. Tiene casa en Igueldo.[13]
- Joxe Mari Olasagasti (1959): aizcolari. Campeón del País Vasco de aizcolaris en seis ocasiones.
- Juan Carlos Izagirre (1963): médico, portavoz de la asociación Itxas Aurre y alcalde de San Sebastián de 2011 a 2015 dentro de la coalición Bildu.

## Calles del núcleo urbano

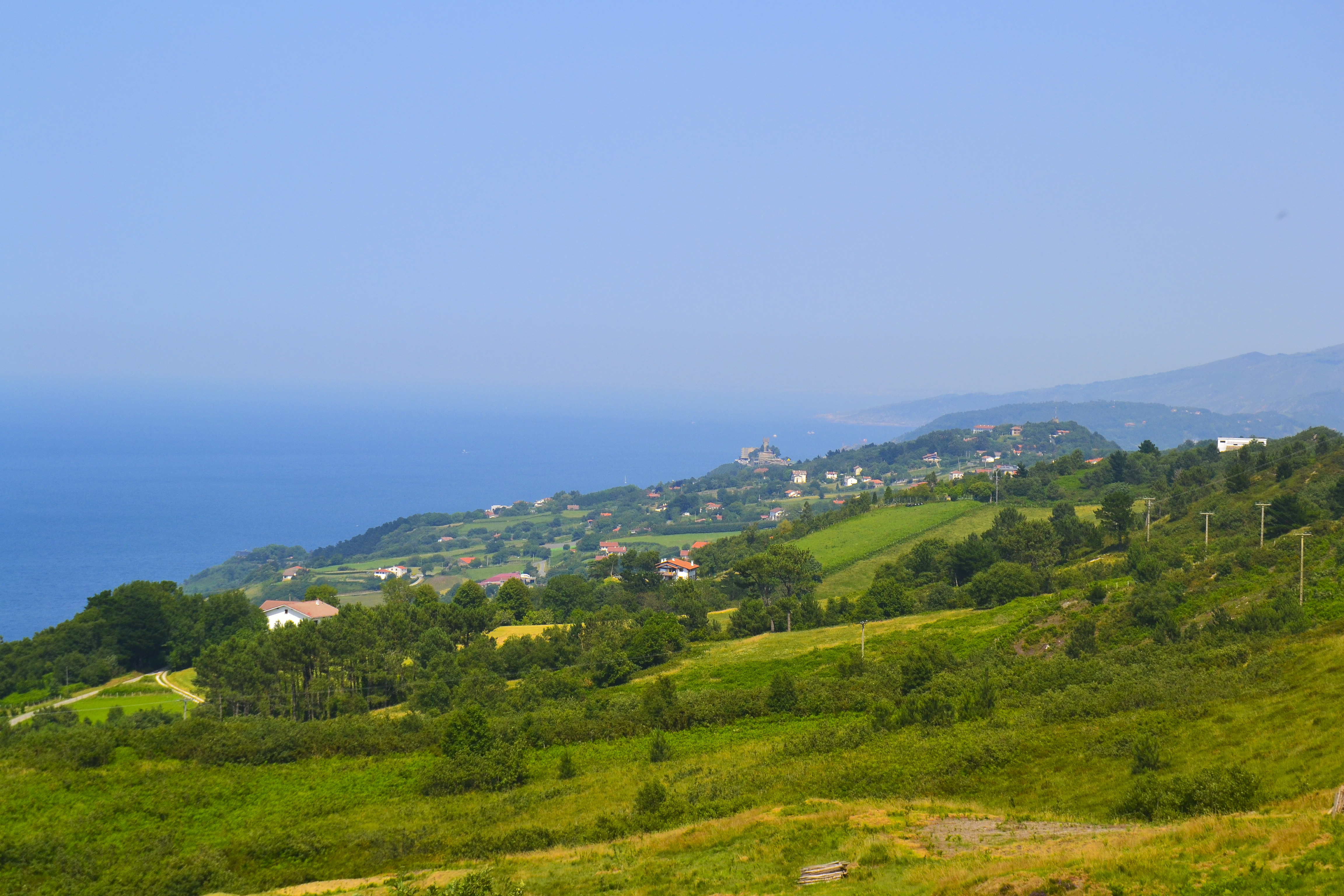
Vista de las tierras de Igueldo. Al fondo se ve el mar; se pueden ver también las casas y caseríos de Igueldo.

- Agiti, camino de
- Amezti, calle de
- Arritxulo, camino de
- Buztinzuri, camino de
- Cristóbal Balenciaga, paseo de
- Etume, camino de
- Gudamendi, camino de
- Igara, camino de
- Igeldo, plaza de
- Itsasalde, calle
- Lapabide
- Lizardia, plaza
- Marabieta, camino de
- Murgil, camino de
- Padre Orkolaga, paseo del
- Pillotegi, camino de
- Pokopandegi, camino de
- Txalin, camino de
- Tximistarri, camino de
- Lasarmendi, camino de